# Новожилы (Мирнинское городское поселение)
Новожилы — деревня в Оричевском районе Кировской области в составе Мирнинского городского поселения.

## География
Располагается на расстоянии примерно 22 км по прямой на запад-юго-запад от райцентра поселка Оричи на левом берегу одной из проток Вятки.

## История
Известна с 1915 года как починок При реке Вятке, в 1926 (починок Новожил или Роман Гудин) хозяйств 2 и жителей 12, в 1950 (Новожил) 23 и 97, в 1989 60 жителей. Настоящее название утвердилось с 1978 года.

## Население
Постоянное население  составляло 12 человек (русские 100%) в 2002 году, 6 в 2010.